# El misteri de la vall Boscombe
El misteri de la vall Boscombe és un dels 56 relats curts sobre Sherlock Holmes escrit per Arthur Conan Doyle. Va ser publicat originalment a The Strand Magazine i posteriorment recollit a la col·lecció Les aventures de Sherlock Holmes.

## Resum del relat
El relat comença quan Watson rep un telegrama de Sherlock Holmes, mentre esmorza afablement amb la senyora Watson. El text diu: "Té vostè un parell de dies lliures? Acabo de rebre un telegrama de l'oest d'Anglaterra en relació amb la tragèdia de la vall de Boscombe. M'encantaria portar-li. Temps i panorama excel·lents. Sortiré de Paddington a les 11.15 h."
Watson parteix amb Holmes cap a la vall de Boscombe, una regió prop de Ross, a Herefordshire. Quan arriben, l'inspector Lestrade de Scotland Yard s'encarrega de posar-los en antecedents del que, dins de la seva miopia habitual, és un cas clar. El jove James ha assassinat el seu pare, el granger McCarthy. Encara que la culpabilitat del jove sembla evident, atenent a les súpliques d'Alice Turner, filla del milionari John Turner i íntima amiga del jove, per cavallerositat, Lestrade ha sol·licitat la presència de Sherlock Holmes. Ell demostrarà, una cop més, la ineficàcia dels mètodes policials habituals. Gràcies a la seva brillant actuació, sortirà a la llum un sòrdid cas de xantatge i venjança, on l'autèntic criminal resultarà ser la pròpia víctima.
Sherlock Holmes evitarà que el jove innocent sigui condemnat, i això sense necessitat de delatar al veritable culpable, a punt ja de declarar davant la divina justícia; d'aquesta manera, farà callar un escàndol que hagués afectat persones innocents. El relat finalitza amb un vot per la felicitat dels joves, ignorants de les ombres que enfosqueixen el seu passat.